# Дисонанс (поезія)
Дисона́нс (від лат. dissono — різноголосий, різнозвучний) у віршуванні — вид римувального співзвуччя, у якому збігаються приголосні, але не збігаються наголошені голосні, наприклад: слово — слава. Дисонанс увійшов у поетичну практику лише в 20 столітті як рідкісний, але виразний прийом. Використання дисонансів характерне для поезії Емми Андієвської.